# Harry Potter och dödsrelikerna – Del 1
Harry Potter och dödsrelikerna – Del 1 (Harry Potter and the Deathly Hallows – Part 1) är den första delen av den sista filmen om Harry Potter. Den hade premiär den 17 november 2010. Manuset är skrivet av Steve Kloves, för regin står David Yates och gavs ut av Warner Bros.

## Handling
Voldemort tar över Trolldomsministeriet strax efter Bill Weasleys och Fleur Delacours bröllop. Harry Potter tvingas fly och påbörja sitt uppdrag att tillsammans med Ron Weasley och Hermione Granger hitta resten av Voldemorts sju horrokruxer (den första var dagboken i Hemligheternas kammare). Med Albus Dumbledores vägledning via de saker han gav till trion genom sitt testamente upptäcker Harry, Ron och Hermione att det finns andra saker gömda utöver horrokruxerna. Hermione hittar en symbol i boken som hon fick av Dumbledore som hon vet betyder något. Harry och Hermione träffar sedan på symbolen igen i Godric’s Hollow. Med hjälp av Xenophilius Lovegood får de veta att symbolen är tecknet för dödsrelikerna, reliker skapade av Döden själv till tre bröder som lurade Döden med magi. Fläderstaven, uppståndelsestenen och osynlighetsmantlen utgör de tre dödsrelikerna, något som fångar Voldemorts intresse. Vid ett besök hos Gellert Grindelwald, en av Albus Dumbledores gamla vänner och numera fiende får Voldemort reda på att Dumbledore har haft fläderstaven sedan Grindelwald besegrades av Dumbledore. Harry, Ron och Hermione fångas av Voldemorts anhängare och tas till Malfoy Manor. Med husalfen Dobbys hjälp lyckas de fly och räddar samtidigt Luna Lovegood, herr Ollivander och Griphook, men det kostar Dobby hans liv.
Voldemort bryter sig in i Dumbledores grav och tar fläderstaven.

## Roller
| Rollfigur             | Skådespelare                             | Skådespelare                                  |
| Rollfigur             | Del 1                                    | Del 2                                         |
| --------------------- | ---------------------------------------- | --------------------------------------------- |
| Harry Potter          | Daniel Radcliffe                         | Daniel Radcliffe                              |
| Ron Weasley           | Rupert Grint                             | Rupert Grint                                  |
| Hermione Granger      | Emma Watson                              | Emma Watson                                   |
| Bellatrix Lestrange   | Helena Bonham Carter                     | Helena Bonham Carter                          |
| Rubeus Hagrid         | Robbie Coltrane                          | Robbie Coltrane                               |
| Lord Voldemort        | Ralph Fiennes                            | Ralph Fiennes                                 |
| Albus Dumbledore      | Michael Gambon                           | Michael Gambon                                |
| Alastor Moody         | Brendan Gleeson                          |                                               |
| Vernon Dursley        | Richard Griffiths                        |                                               |
| Neville Longbottom    | Matthew Lewis                            | Matthew Lewis                                 |
| Seamus Finnigan       | Devon Murray                             | Devon Murray                                  |
| Luna Lovegood         | Evanna Lynch                             | Evanna Lynch                                  |
| Dean Thomas           |                                          | Alfred Enoch                                  |
| Mr Ollivander         | John Hurt                                | John Hurt                                     |
| Xenophilius Lovegood  | Rhys Ifans                               |                                               |
| Lucius Malfoy         | Jason Isaacs                             | Jason Isaacs                                  |
| Helena Ravenclaw      |                                          | Kelly Macdonald                               |
| Rufus Scrimgeour      | Bill Nighy                               |                                               |
| Sirius Black          |                                          | Gary Oldman Rohan Gotobed (ung)               |
| Severus Snape         | Alan Rickman                             | Alan Rickman Benedict Clarke (ung)            |
| James Potter          | Adrian Rawlins                           | Adrian Rawlins Alfie McIlwain (ung)           |
| Lily Potter           | Geraldine Somerville                     | Geraldine Somerville Ellie Darcey-Alden (ung) |
| Slingersvans          | Timothy Spall                            | Timothy Spall                                 |
| Petunia Dursley       | Fiona Shaw                               | Ariella Paradise (ung)                        |
| Dudley Dursley        | Harry Melling                            |                                               |
| Dolores Umbridge      | Imelda Staunton                          |                                               |
| Minerva McGonagall    |                                          | Maggie Smith                                  |
| Remus Lupin           | David Thewlis                            | David Thewlis                                 |
| Kingsley Shacklebolt  | George Harris                            | George Harris                                 |
| Argus Filch           |                                          | David Bradley                                 |
| Filius Flitwick       |                                          | Warwick Davis                                 |
| Griphook              | Warwick Davis                            | Warwick Davis                                 |
| Bogrod                |                                          | Jon Key                                       |
| Draco Malfoy          | Tom Felton                               | Tom Felton                                    |
| Blaise Zabini         | Louis Cordice                            | Louis Cordice                                 |
| Gregory Goyle         | Joshua Herdman                           | Joshua Herdman                                |
| Aberforth Dumbledore  |                                          | Ciarán Hinds                                  |
| Ariana Dumbledore     |                                          | Hebe Beardsall                                |
| Husalfen Dobby (röst) | Toby Jones                               |                                               |
| Poppy Pomfrey         |                                          | Gemma Jones                                   |
| Fenrir Grårygg        | Dave Legeno                              | Dave Legeno                                   |
| Krake (röst)          | Simon McBurney                           |                                               |
| Pomona Sprout         |                                          | Miriam Margolyes                              |
| Horace Snigelhorn     |                                          | Jim Broadbent                                 |
| Sibylla Trelawney     |                                          | Emma Thompson                                 |
| Narcissa Malfoy       | Helen McCrory                            | Helen McCrory                                 |
| Scabior               | Nick Moran                               | Nick Moran                                    |
| Pius Korpulens        | Guy Henry                                | Guy Henry                                     |
| Yaxley                | Peter Mullan                             |                                               |
| Alecto Carrow         | Suzanne Toase                            | Suzanne Toase                                 |
| Amycus Carrow         | Ralph Ineson                             | Ralph Ineson                                  |
| Thorfinn Rowle        | Rod Hunt                                 |                                               |
| Antonin Dolohov       | Arben Bajraktaraj                        |                                               |
| Albert Runcorn        | David O'Hara                             |                                               |
| Reg Cattermole        | Steffan Rhodri                           |                                               |
| Mary Cattermole       | Kate Fleetwood                           |                                               |
| Mafalda Hopkirk       | Sophie Thompson                          |                                               |
| Fred Weasley          | James Phelps                             | James Phelps                                  |
| George Weasley        | Oliver Phelps                            | Oliver Phelps                                 |
| Fleur Delacour        | Clémence Poésy                           | Clémence Poésy                                |
| Bill Weasley          | Domhnall Gleeson                         | Domhnall Gleeson                              |
| Nymphadora Tonks      | Natalia Tena                             | Natalia Tena                                  |
| Molly Weasley         | Julie Walters                            | Julie Walters                                 |
| Arthur Weasley        | Mark Williams                            | Mark Williams                                 |
| Ginny Weasley         | Bonnie Wright                            | Bonnie Wright                                 |
| Cho Chang             |                                          | Katie Leung                                   |
| Pansy Parkinson       | Scarlett Byrne                           | Scarlett Byrne                                |
| Nigel Wolpert         | William Melling                          | William Melling                               |
| Cormac McLaggen       | Freddie Stroma                           | Freddie Stroma                                |
| Gregorovitch          | Rade Serbedzija                          |                                               |
| Gellert Grindelwald   | Michael Byrne Jamie Campbell Bower (ung) |                                               |